# Брауне, Фриц
Карл Гюнтер Фриц Брауне (нем. Karl Günther Fritz Braune; 18 июля 1910, Мерштедт, Германская империя — 30 декабря 1992, Альсфельд, Германия) — оберштурмбаннфюрер СС, руководитель зондеркоманды 4b, в составе айнзацгруппы C, осуществлявшей  массовые убийства на Украине, сотрудник Главного управления имперской безопасности.

## Биография
Фриц Брауне родился 18 июля 1910 года в семье представителя торговой компании Рудольфа Брауне. Его родным братом был будущий командир айнзацкоманды 11b Вернер Брауне. Посещал народную школу и впоследствии получил коммерческое образование, сдав в 1928 года экзамен на помощника продавца. В последующие годы работал представителем торговой компании.
1 февраля 1931 года вступил в НСДАП (билет № 498084). В ноябре того же года в Альтенбурге организовал продажу националистической ежедневной газеты «Sonderhausener Kreisblatt» и до 31 июля 1933 года был её коммерческим директором. Потом работал в городской администрации Альтенбурга.
1 ноября 1935 года был зачислен в ряды СС (№ 272564). В 1935 году присоединился к аппарату СД и был направлен в главное отделение СД в Берлине. В 1938 году ему было присвоено звание гауптштурмфюрера СС, и Брауне стал заместителем командира одной из айнзацкоманд, действовавшей в Судетской области. В ноябре 1939 года занял должность начальника отдела по кадровым вопросам в главном управлении СД.
В 1940 году после оккупации Норвегии был переведён в отделение СД в Осло. Со 2 октября 1941 по 21 марта 1942 года возглавлял зондеркоманду 4b в составе айнзацгруппы C, осуществлявшую массовые убийства евреев и психически больных людей в Полтаве, Бахмуте, Виннице, Кировограде и Горловке. После службы в зондеркоманде вернулся в Берлин. Брауне возглавлял отдел 1 A4 (персональные данные СД) в Главном управлении имперской безопасности.
После войны проживал в Остероде, где до 1947 года работал лесорубом. Впоследствии работал на винтовой фабрике, где дослужился до начальника отдела. В 1949 году его семья переехала из Тюрингии в Остероде. В 1956 году возглавил филиал одной торговой фирмы в Хомберге. 28 февраля 1962 года был арестован, но позже выпущен. С октября по декабрь 1965 и с апреля по май 1970 года вновь находился под стражей. 12 января 1973 года земельным судом Дюссельдорфа за пособничество в убийстве в 8 случаях по меньше мере 1133 человек был приговорён к 9 годам лишения свободы. 1 апреля 1976 года федеральный верховный суд ФРГ подтвердил приговор, и он вступил в законную силу. В 1980 году был условно-досрочно освобождён.